# La Mort de la Vierge (Rembrandt)
Pour les articles homonymes, voir La Mort de la Vierge.
La Mort de la Vierge est une gravure à l'eau-forte et pointe-sèche réalisée par Rembrandt en 1639.

## Description et iconographie
La Mort de la Vierge représente l'apparition de l'ange accompagné de l'Enfant Jésus et le moment de la mort de la Vierge Marie.
Cet épisode n'apparaît cependant pas dans les Évangiles ; le texte original en faisant mention est La Légende dorée de Jacques de Voragine. Selon celui-ci, un ange apparaît à Marie pour lui annoncer sa mort prochaine ; elle lui demande que les apôtres, éparpillés de par le monde pour prêcher l'Évangile, l'accompagnent dans cet événement et l'enterrent. C'est ainsi qu'ils sont tous transportés par miracle sur le mont Sion où elle se trouvait.
La scène représentée semble être celle de la mort d'une reine entourée de sa cour, avec des décors aux ornementations somptueuses et des personnages richement vêtus.

## Analyse technique
Avec cette œuvre très baroque de par son côté spectaculaire et monumental, Rembrandt semble chercher à concurrencer Rubens. Mais il se démarque tout de même de cette mouvance en travaillant sur le côté réaliste de la scène mettant en scène les figures principales, à savoir le médecin prenant le pouls de la Vierge : ce réalisme nuance les notions de héros et de martyre de la représentation picturale religieuse, propres au baroque.